# Pla de l’Estany

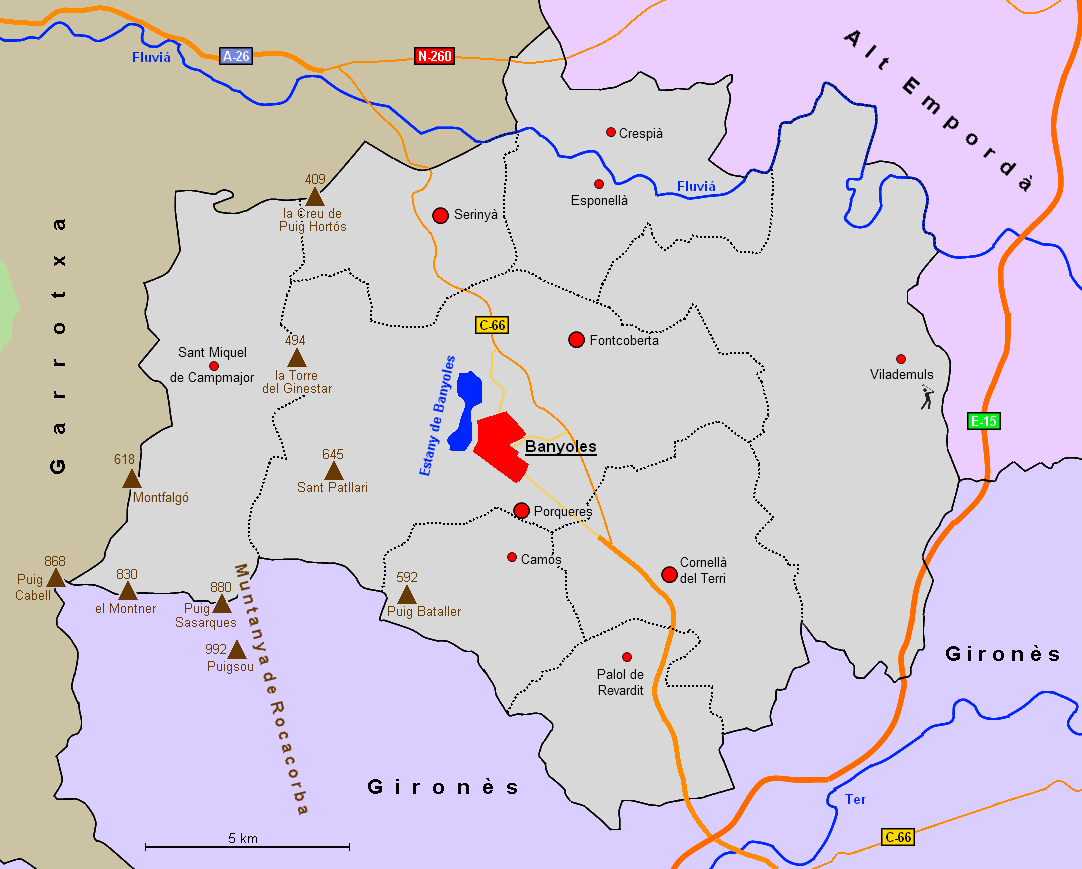
Karte von Pla de l’Estany

Die Comarca Pla de l’Estany liegt in der Provinz Girona der Autonomen Gemeinschaft von Katalonien (Spanien). Der Gemeindeverband hat eine Fläche von 263,34 km² und 32.941 Einwohner (2022). Der Name Pla de l’Estany bedeutet Ort des Sees, hierbei handelt es sich um den See von Banyoles. Ursprünglich war der Gemeindeverband Teil der Comarca Gironès und wurde erst 1988 aufgrund eines Volksentscheids eigenständig.

## Lage
Der Gemeindeverband liegt im östlichen Teil Kataloniens, nördlich der Provinzhauptstadt Girona. Er grenzt im Norden an die Comarca Alt Empordà, im Süden an Gironès und im Westen an Garrotxa. Zusammen mit den Comarcas Alt Empordà, Baix Empordà, Garrotxa, Gironès, Selva und Ripollès bildet die Region das Territorium Comarques gironines.
Der Estany de Banyoles bildet den Mittelpunkt von Pla de l’Estany. Der östliche Teil liegt in einer fruchtbaren Ebene, die im Norden an den Fluss Fluvià grenzt und im Süden im Einzugsbereich des Flusses Terri liegt. Der westliche Teil der Comarca liegt in den Höhenzügen der Serra de Rocacorba.

## Gemeinden

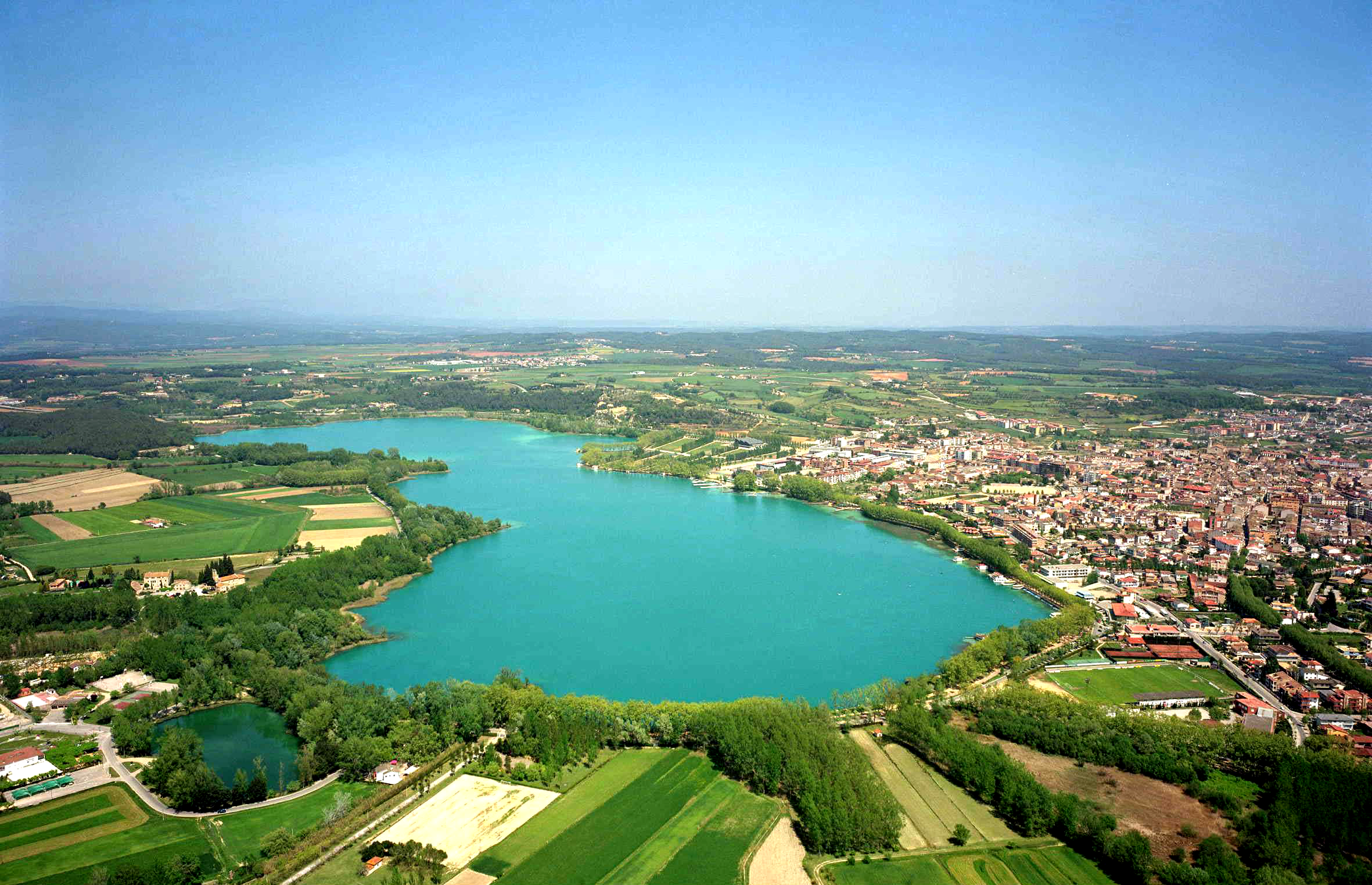
Der See von Banyoles

| Gemeinde                 | Einwohner (2024) | Fläche km² | Dichte Einw./km² | Cod INE | Postleitzahl |
| ------------------------ | ---------------- | ---------- | ---------------- | ------- | ------------ |
| Banyoles                 | 20.599           | 10,91      | 1.888            | 17015   | 17820        |
| Camós                    | 711              | 15,35      | 46               | 17035   | 17834        |
| Cornellà del Terri       | 2.390            | 27,84      | 86               | 17056   | 17844        |
| Crespià                  | 250              | 11,28      | 22               | 17058   | 17832        |
| Esponellà                | 438              | 16,13      | 27               | 17065   | 17832        |
| Fontcoberta              | 1.503            | 17,21      | 87               | 17071   | 17833        |
| Palol de Revardit        | 465              | 18,35      | 25               | 17123   | 17843        |
| Porqueres                | 4.804            | 33,71      | 143              | 17137   | 17834        |
| Sant Miquel de Campmajor | 254              | 33,43      | 8                | 17174   | 17831        |
| Serinyà                  | 1.198            | 17,41      | 69               | 17190   | 17852        |
| Vilademuls               | 866              | 61,72      | 14               | 17218   | 17468        |
| Comarca Pla de l’Estany  | 33.478           | 263,34     | 127              | –       | –            |